# Hesperochernes tumidus
Hesperochernes tumidus är en spindeldjursart som beskrevs av Beier 1933. Hesperochernes tumidus ingår i släktet Hesperochernes och familjen blindklokrypare. Inga underarter finns listade i Catalogue of Life.